# Сардаров Євген Андрійович
Євген Андрійович Сардаров (30 серпня 1998, Кременчук) — український актор та режисер дубляжу.

## Біографія
Народився 30 серпня 1998 року в місті Кременчук, Полтавська область, Україна. В його родині не було професійних артистів. Батько та мати мають технічну освіту. В дитинстві Євгеній займався в Народному театрі «От і До» під керівництвом Наталі Рябової та Ніни Куляби. Закінчив Кременчуцьку загальноосвітню школу № 20 у 2015 році й тоді ж вступив до Київського національного університету культури і мистецтв.
З 2017-го працює режисером дубляжу на телеканалі СТБ. Євгеній співпрацює з багатьма студіями дубляжу не тільки як режисер, а й як актор. Серед них студії LeDoyen, Postmodern, AAA Sound та інш.

## Дубляж

### Як актор дубляжу
- Гарно жити не заборониш / Просто приголомшливо — Absolutely Fabulous: The Movie (2016)
- Бен-Гур — Ben-Hur (2016)
- Саллі — Sully (2016)
- Аудитор — The Accountant (2016)
- Прибуття — Arrival (2016)
- Безсоромна мандрівка — Snatched (2017)
- Могутні рейнджери — Saban's Power Rangers (2017)
- Вартові галактики 2 — Guardians of the Galaxy Vol. 2 (2017)
- Валеріан та місто тисячі планет — Valerian and the City of a Thousand Planets (2017)
- Дюнкерк — Dunkirk (2017)
- Темна Вежа — The Dark Tower (2017)
- Коко — Coco (2017)
- Кролик Петрик — Peter Rabbit (2017)
- Нікчемний я 3 — Despicable Me 3 (2017)
- Хто в домі тато 2 — Daddy's Home 2
- Сторожова застава (2017)
- Щасливий день смерті — Happy Death Day
- Качині історії — DuckTales (2017)
- Джуманджі: Поклик джунглів — Jumanji: Welcome to the Jungle (2017)
- Богемна рапсодія — Bohemian Rhapsody (2018)
- Ти квач! — Tag (2018)
- Перша людина — First Man (2018)
- Lego Фільм 2 — The Lego Movie 2: The Second Part (2019)
- Angry Birds у кіно 2 — The Angry Birds Movie 2 (2019)
- Двійник — Gemini Man (2019)
- Правдива історія банди Келлі
- Стволи Акімбо
- Форпост
- Зворотній відлік
- Душа (2020)
- Сім'я Віллоубі
- Офіцер і шпигун
- Король віслюк
- 21 міст
- Синя безодня 2
- Джокер
- Смерть та життя Джона Ф. Донована
- Дощовий день в Нью-Йорку
- Космічний джем: Нове покоління
- Соло. Зоряні Війни. Історія
- Висока дівчина
- Висока дівчина 2
- Різдвяні хроніки
- Різдвяні хроніки 2
- Вийду за тебе
- Не дивіться вгору
- Америка: Фільм
- Як я покохала гангстера
- Доля: Сага Вінкс
- Чорне дзеркало (лише 5-й сезон)
- Розчарування
- Наступне покоління (next gen)
- Потрійний кордон (в титрах не вказано)
- Коли завмирає серце
- Елвіс (2022)
- Молоді Монархи (season 2)
- Чортовийки (1-2 сезон)

та інші (потребує доповнення).

### Як режисер дубляжу
- Не дивіться вгору
- Падіння дому Ашерів
- Коли завмирає серце
- Капітан лазерний яструб
- Імператриця
- Шантаж
- Оні: легенда про богиню грому
- Ваші і Наші
- Америка: Фільм
- Шлях до партнерства
- Як я покохала гангстера
- Ненавиджу Різдво «Ти особлива»
- Досконале поєднання (Netflix)
- Супер Четвірка
- Kate (2021, Netflix)
- Чорне дзеркало (лише 5-й сезон)
- Потрійний кордон
- Розчарування
- М'юзік 2021
- Віхола душ
- Доля: Сага Вінкс
- Білал — Bilal (2018)
- Мистецтво обману — Lying and Stealing (2019)Lying and Stealing (2019)
- Кокаїновий барон
- Помста — Revenge (2011)
- Пекуча помста
- Zero Chill
- Наступне покоління (next gen)